# Di Vico
I Prefetti di Vico furono una famiglia presente a Roma sin dal X secolo e che, stabilitasi nei territori del Patrimonio di San Pietro, governò la Tuscia, con vicende alterne, fino al 1435.
or contro il comune di Roma, che non cessavano gli uni e l’altro, per ragioni diverse,

di rivendicare a sé la signoria dell’antico ducato romano. E per sostenersi nella lotta ineguale,

i Di Vico usarono di accomunare la causa loro a quella dei nemici o della Chiesa o del Campidoglio;

quindi fautori di scismi, seguaci d’antipapi, ghibellini, nemici di ogni democrazia,

pronti sempre a trar vantaggio dal disordine, che spesso a ragion veduta provocavano…

(Carlo Calisse)»

## Storia

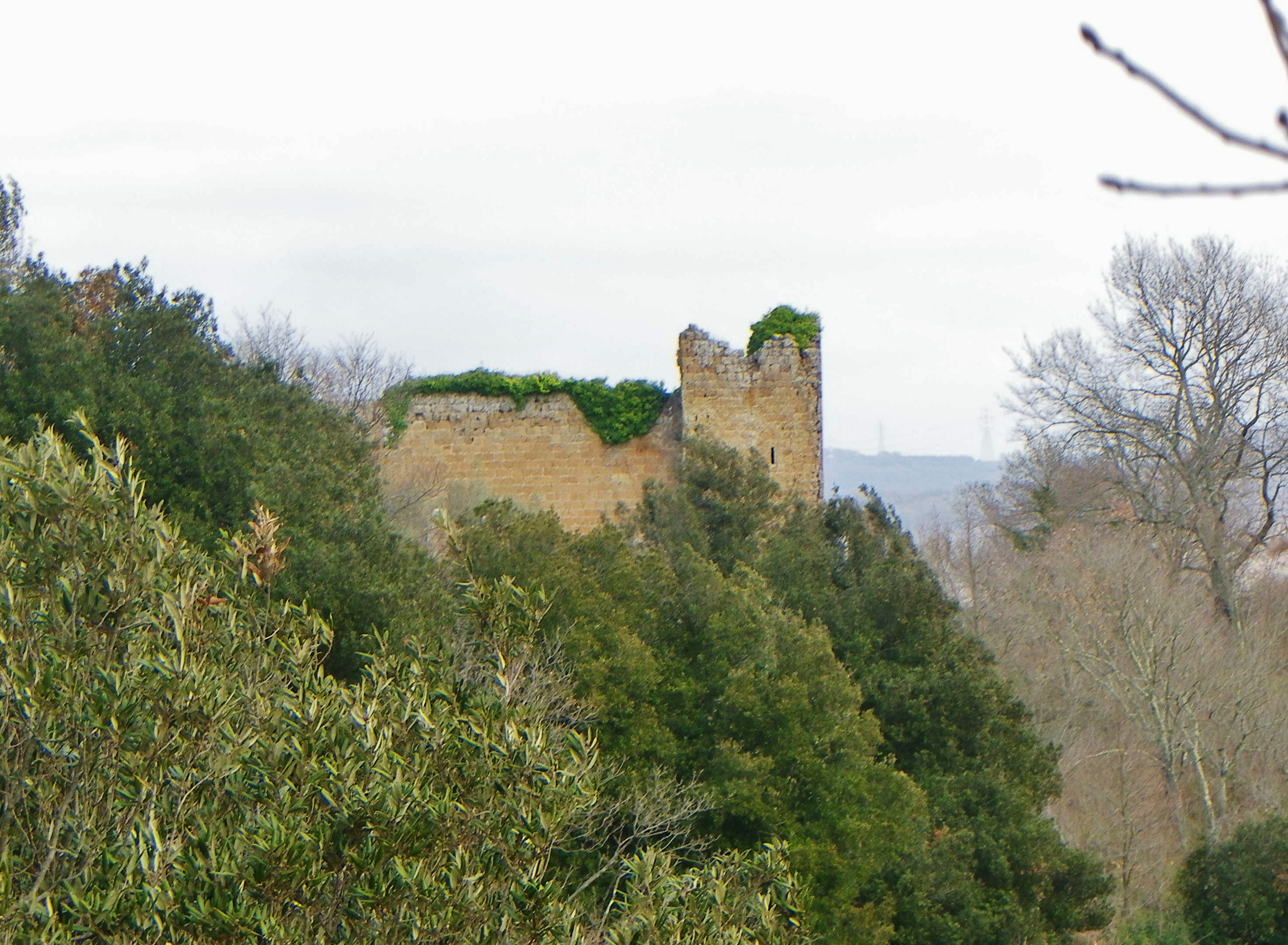
Ruderi del castello dei Prefetti di Vico presso San Giovenale (Blera)

Alla luce degli studi storiografici effettuati dalla fine del secolo XIX è da ritenersi priva di fondamento storico la presunta discendenza di questa famiglia da quella dei Castelli di Terni.
Ottennero dall'Imperatore il titolo di "Praefecti urbis", che i membri di questa famiglia si trasmisero ereditariamente di padre in figlio, e con tale titolo assunsero il possesso dei beni annessi all'ufficio della prefettura posti in larga parte a nord di Roma nella cosiddetta Tuscia romana, avendo il governo di numerosi centri come Caprarola, Ronciglione, Capranica, Bracciano, Blera e diversi altri che alla loro sconfitta, nel XV secolo vennero in possesso dei Farnese, degli Anguillara e degli Orsini.
La famiglia è una branca della famiglia romana dei Corsi, discendente da un Pietro Latrone Corsorum vissuto nel secolo XII che acquisì la carica di Prefetto della città e che trasmise ai suoi discendenti conservando il nome dinastico di Pietro, e che successivamente, solo dal secolo XIII, ottennero in feudo la citata località di Vico, assumendolo come cognome, ed altre come Civita Castellana, non lontane da Civitavecchia e Montalto, località controllate dal ramo dei Corsi che dimorava nei pressi del Campidoglio
Mentre il cognome Prefetti deriva dalla carica, il predicato "di Vico" è dovuta al nome della scomparsa località del Vicus Cimini nota sin dall'alto medioevo posta probabilmente sul versante orientale del Monte Fogliano. Il castrum dei Prefetti di Vico si trovava sopra la chiesetta di Santa Lucia, oltre il fosso della Femmina Morta, presso il versante sud-orientale del lago, presso il lago omonimo, bacino lacustre a nord di Roma in provincia di Viterbo, dove la famiglia pose il centro fortificato della sua signoria sin dal X secolo.
La famiglia risulta strettamente imparentata con l'altra famiglia trasteverina dei Romani facenti parte del vasto gruppo parentale dei Papareschi.
In Roma era attestato il loro quartier generale munito di torri presso l'isola Tiberina e il ponte Quattro Capi altrimenti detto degli Ebrei. Altre abitazioni della famiglia erano in Viterbo, dove vennero sepolti diversi suoi membri nella chiesa di Santa Maria in Gradi.

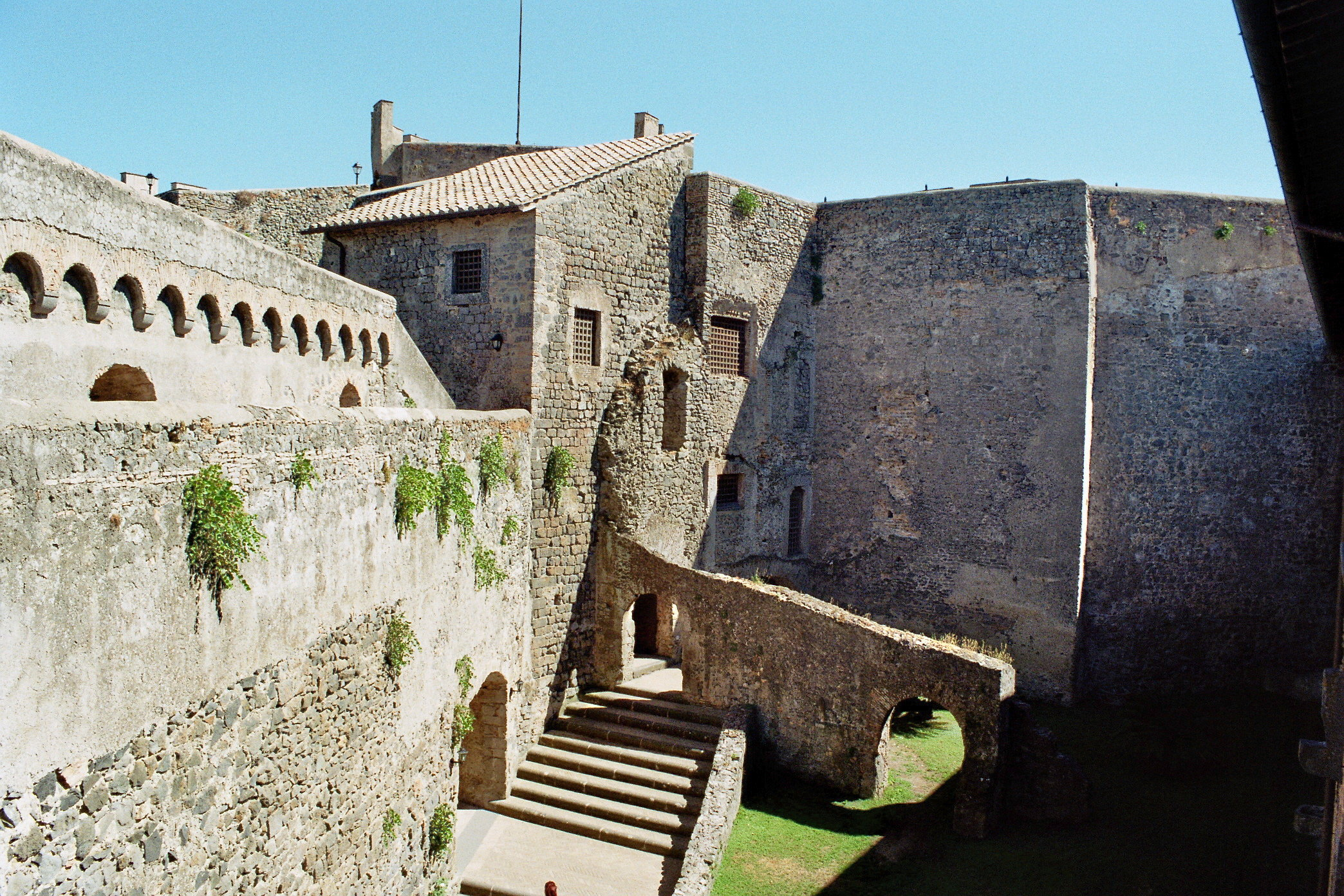
Resti della rocca dei prefetti di Vico inglobati nel castello di Bracciano

Nel 1138 un altro Pietro si schierò con Federico Barbarossa e l'antipapa Vittore IV contro papa Innocenzo II (1130-1143); ma, essendo passato sull'altro fronte, ottenne in cambio molti possedimenti e privilegi, tra cui la conferma del titolo di Prefetto, ribaditi anche al figlio Giovanni I da papa Alessandro III (1159-1181).
A partire dal 1198 l'importanza della carica di prefetto diminuì per l'istituzione da parte di papa Innocenzo III di quella di governatore di Roma.
Per aver appoggiato papa Alessandro IV (1254-1261), circa alla metà del XIII secolo, Pietro III diventò signore di Civitavecchia; questi possedimenti vennero confermati al figlio Pietro IV da papa Clemente IV (1265-1268)
Nel XIV secolo la famiglia tornò a parteggiare per l'impero. A Viterbo si succedevano continue lotte intestine tra i ghibellini Tignosi, appoggiati dai Di Vico, e i guelfi Gatti . 
Nel 1329 Faziolo Di Vico, figlio di Manfredo Di Vico, fu nominato Signore di Viterbo al posto di Silvestro de' Gatti, deposto dall'imperatore Ludovico IV. Il governo della città rimase saldamente nelle mani dei Di Vico anche dopo la morte di Faziolo, avvenuta nel 1338. Gli succedette il fratello Giovanni V di Vico, il più illustre e spregiudicato della famiglia. Questi, approfittando della cattività avignonese, divenne Signore di Orvieto e del suo distretto, a cui presto aggiunse Tuscania e Tarquinia; tuttavia proprio a causa della sua grande potenza raggiunta nel cuore dello Stato pontificio, fu uno dei principali obiettivi della spedizione di Egidio di Albornoz. 
Nel 1354 Giovanni Di Vico venne deposto. Si infranse così il suo progetto di creare uno stato autonomo all'interno del Patrimonio di San Pietro.
Dopo qualche tempo, quando papa Urbano V fece ritorno ad Avignone, Viterbo tornò nuovamente sotto i Prefetti: Francesco di Vico, infatti, riuscì a farsi proclamare "Signore". Dopo la sua elezione fece abbattere la Rocca, simbolo del potere pontificio, ed incendiare lo Statuto comunale del 1251, emblema dei diritti dei cittadini viterbesi. Francesco fu ucciso l'8 maggio 1387 durante una sommossa popolare fomentata dal cardinale Tommaso Orsini. Viterbo fu retta per un breve periodo da Giovanni VI, padre di Francesco, fino a quando non venne ucciso in un complotto nel 1392. 
Nel 1395 la città ed i suoi territori passarono nuovamente sotto il governo pontificio, ma la famiglia dei fu nuovamente protagonista delle lotte intestine che dilaniarono Viterbo e la Tuscia, fino a quando un altro "cardinale di ferro", Giovanni Maria Vitelleschi, con l'aiuto di Everso degli Anguillara, catturò nel castello di Soriano e fece decapitare, nell'agosto del 1435, Giacomo, l'ultimo prefetto della famiglia, che si era alleato con i Colonna contro papa Eugenio IV (1431-1447). Con lui si estinse il ramo principale della famiglia.

## Blasone
Il loro stemma ancora presente in alcuni edifici che appartennero alla famiglia, di fervente parte ghibellina, era l'aquila imperiale come descritto nel monumento funebre di Briobris di Vico opera di Paolo da Gualdo Cattaneo presso la chiesa di San Francesco di Vetralla: un'aquila al volo abbassato, accompagnata da sette torte poste due ai cantoni del capo, due accanto alla testa, e tre in punta.